# Buchauszug
Der Buchauszug dient dem Handelsvertreter zur Kontrolle seiner Provisionsansprüche. Weitere Kontrollrechte sind die Provisionsabrechnung, die Bucheinsicht sowie Auskunftsansprüche.

## Rechtsquellen, Grundgedanke der gesetzlichen Regelung
Das Recht, einen Buchauszug verlangen zu können, ist in § 87c Abs. 2 HGB geregelt. Diese Norm entspricht Art. 12 Abs. 2 der „Richtlinie des Rates der EG vom 18. Dezember 1986 zur Koordinierung der Rechtsvorschriften der Mitgliedsstaaten betreffend die selbständigen Handelsvertreter“ (86/653/EWG).
Der Buchauszug soll nach ständiger Rechtsprechung des Bundesgerichtshofs und der Instanzgerichte dem Handelsvertreter die Möglichkeit geben, die ihm erteilten Provisionsabrechnungen zu überprüfen und so über die ihm zustehenden Provisionsansprüche Klarheit zu gewinnen. Eine Begründung des Verlangens ist nicht notwendig.

## Anspruchsvoraussetzungen
Bei dem zugrunde liegenden Vertragsverhältnis muss es sich grundsätzlich um einen Handelsvertretervertrag handeln. Über § 65 HGB kommt eine Anwendung auf Handlungsgehilfen (Arbeitnehmer) in Betracht: sofern angestellte Reisende ebenfalls Provisionen erhalten, haben auch sie einen Anspruch auf Buchauszug. Kein Anspruch besteht beispielsweise für Vertragshändler, Franchisenehmer oder Makler.
Einzige weitere Anspruchsvoraussetzung ist, dass der Handelsvertreter vom Unternehmer einen Buchauszug verlangt.

## Inhalt und Form des Buchauszugs
Zur Erfüllung seines Zwecks muss der Buchauszug die für die Berechnung, die Höhe und die Fälligkeit der Provision relevanten Umstände vollständig wiedergeben, soweit sie sich aus den Büchern des Unternehmens entnehmen lassen. Zu den "Büchern" gehört auch die EDV des Unternehmens.
Welche Angaben im Einzelfall in den Buchauszug aufzunehmen sind, hängt primär von der im Handelsvertretervertrag vereinbarten Provisionsregelung ab. Des Weiteren sind die zwingenden gesetzlichen Bestimmungen zum Provisionsanspruch zu beachten. Soweit keine vertraglichen Regelungen getroffen sind, gelten subsidiär die abdingbaren Gesetzesvorschriften zum Provisionsanspruch.
Der Buchauszug muss eine aus sich heraus verständliche, geordnete Übersicht sein. Nicht zwingend notwendig – aber im Regelfall zu empfehlen – ist ein tabellarischer Aufbau. Sofern der Buchauszug aus mehreren Listen besteht, müssen diese nachvollziehbar miteinander verknüpft sein. Die Übersendung von Unterlagen (beispielsweise Auftrags- und Rechnungskopien) allein genügt nicht. Daraus müsste sich der Handelsvertreter nämlich selbst erst einen Buchauszug erstellen. Diese Aufgabe weist das Gesetz aber dem Unternehmen zu.
Im Buchauszug sind alle provisionspflichtigen Geschäfte ohne Rücksicht auf den Stand ihrer Abwicklung abzubilden. Folgende Angaben müssen im Buchauszug mindestens enthalten sein:
- Name und Anschrift des Bestellers,
- Kundennummer (sofern vorhanden),
- Datum der Bestellung,
- Inhalt und Umfang der Bestellung,
- Datum der Lieferung bzw. Teillieferungen und deren Umfang,
- Rechnungen mit Datum und Rechnungsnummer,
- Rechnungsbetrag,
- Datum der Zahlungen und Höhe der gezahlten Beträge,
- Datum der vollständigen Abwicklung,
- Rückgaben und Nichtausführung von Geschäften mit Datum und Grund und
- vom Unternehmer im Falle einer Stornierung getroffene Bestandserhaltungsmaßnahmen.

Ein Buchauszug kann für den unverjährten Zeitraum gefordert werden, das heißt je nach Vertragsdauer mehrere Jahre umfassen.

## Unabdingbarkeit des Anspruchs auf Buchauszug
Das Recht des Handelsvertreters auf Buchauszug kann vertraglich nicht eingeschränkt oder gar ausgeschlossen werden. Auch wenn der Handelsvertreter Provisionsabrechnungen und -zahlungen jahrelang unwidersprochen hinnimmt, folgt daraus noch nicht, dass er auf sein Recht verzichtet, Provisionen nachzufordern und zu diesem Zweck einen Buchauszug zu verlangen. Erkennt der Handelsvertreter allerdings ausdrücklich die Richtigkeit und Vollständigkeit der Provisionsabrechnungen an, entfällt ein Anspruch auf Buchauszug.

## Praktische Probleme
Viele Unternehmen haben erhebliche Probleme, einen den gesetzlichen Anforderungen entsprechenden Buchauszug zu erstellen. Das liegt unter anderem daran, dass viele EDV-Systeme zwar die notwendigen Daten liefern können, diese jedoch getrennt verwalten (zum Beispiel Auftragsverwaltung, Rechnungsbuchhaltung und – nochmals gesondert – Provisionsbuchhaltung). Die Verknüpfung der grundsätzlich vorhandenen Daten zu einer geordneten Aufstellung, die sämtliche provisionsrelevanten Daten enthält, ist daher oftmals schwierig und – wenn überhaupt – nur mit erheblichem Personaleinsatz und Kostenaufwand realisierbar. Trotz dieses oftmals erheblichen Aufwands ist dem Unternehmen die Berufung auf den Einwand der Unzumutbarkeit regelmäßig versagt.
Andere Ursachen für die erheblichen Praxisprobleme bei der Erstellung eines Buchauszuges sind beispielsweise, dass
- es sich bei den vermittelten Geschäften branchentypisch um Massengeschäfte handelt, die einen entsprechenden Umfang des Buchauszuges nach sich ziehen, oder
- das handelsvertretervertraglich vereinbarte Provisionssystem derart kompliziert gestaltet ist, dass viele Einzelangaben in den Buchauszug aufzunehmen sind.

Die mitunter vorhandenen Schwierigkeiten der Unternehmen bei der Erstellung eines Buchauszuges können dazu führen, dass der Anspruch auf Buchauszug teilweise als Druck- und Drohmittel gebraucht wird, um andere Ziele (beispielsweise die Zahlung eines Ausgleichsanspruchs) durchzusetzen. Die Grenze zur rechtsmissbräuchlichen Geltendmachung wird dabei aber nur sehr selten erreicht, da es sich bei dem Anspruch auf Buchauszug um ein dem Handelsvertreter zustehendes gesetzliches und unabdingbares Informationsrecht handelt.